# Celia Suñol Pla

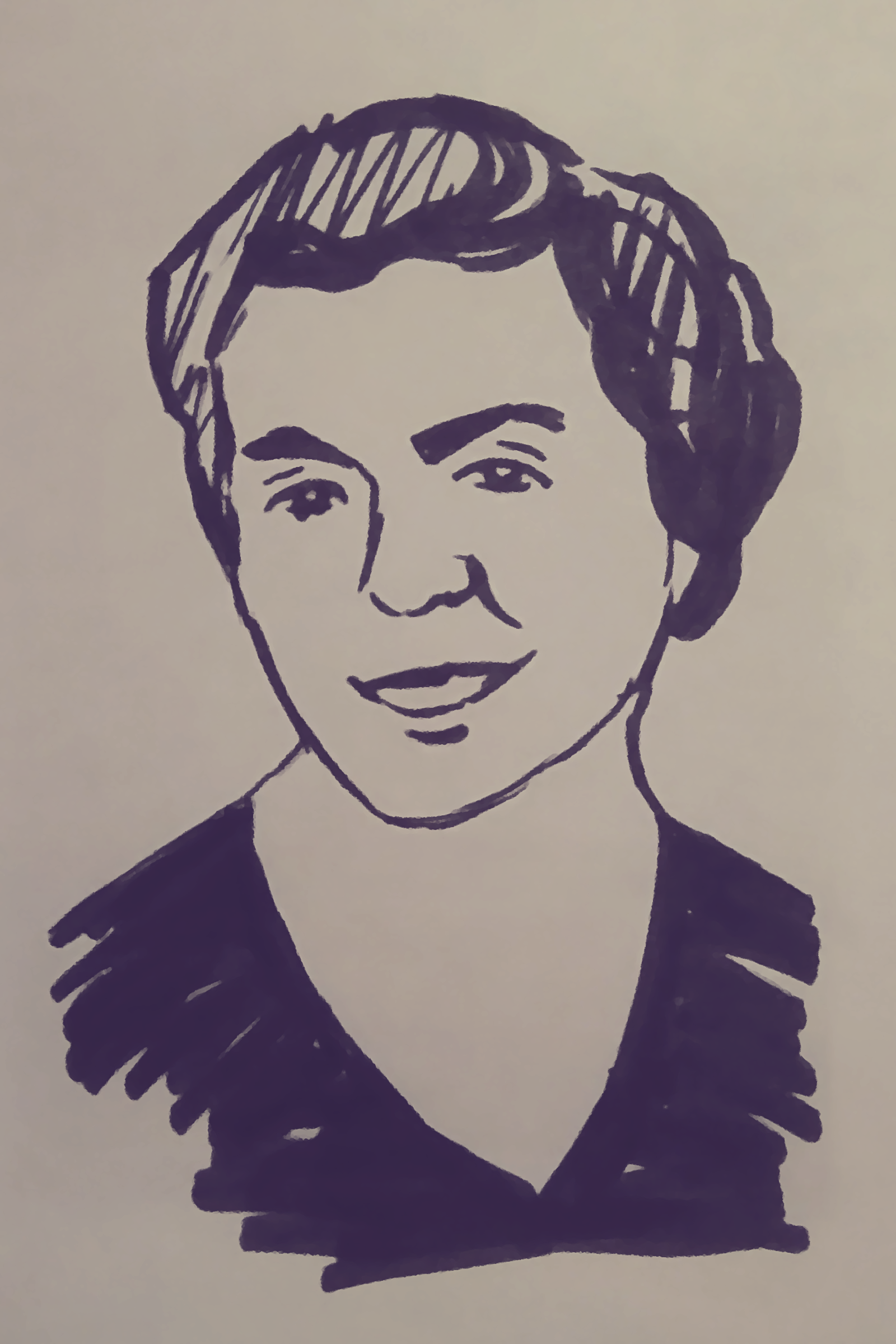
Portret de Celia Suñol

Celia Suñol i Pla (Barcelona, 5 mai 1899 - 8 iunie 1986) a fost o scriitoare spaniolă de limbă catalană.

## Biografie
Fiica Antonia Pla i Manent și politic Antonio Sunol i Pla, după câțiva ani de formare și de stabilitate copilărie și adolescență, moartea părinților săi a marcat un punct de cotitură în viața lui. In 1921 a devenit bolnav de tuberculoză și a plecat în Elveția pentru a se vindeca. Acolo a întâlnit Kaj Hansen, cu care sa căsătorit în Danemarca în 1922. Un an mai târziu, din nou împreună în Catalonia, unde a fost nascut lui fiul Antoni. În 1929, Hansen a murit. 
Celia Sunol, ulterior, sa căsătorit cu Joaquim Figuerola, cu care a avut-o, în 1931, fiica lui Rosa. În 1932 sa alăturat în calitate de secretar la Departamentul de Cultură al Generalitat de Catalunya. Joaquim Figuerola a murit în 1945. Doi ani mai târziu, a câștigat Joanot Martorell Premiul, actualul Premi Sant Jordi, cu romanul său Primera part. În 1950 a publicat L'home de les fires i altres contes. La șaizeci și cinci și-a pierdut vederea. 
Celia Suñol a murit în 1986, la vârsta de 87 de ani.

## Opere publicate
- 1947 — Primera part, Barcelona, Aymà. Reeditat de Adesiara în 2014, cu fragmentele cenzurate de către Franco.[4]
- 1950 — L'home de les fires i altres contes, Barcelona, Selecta.

## Premii
- Roman Joanot Martorell Premiul 1947 pentru Primera part.